# Nuevo Quintero
Nuevo Quintero är en ort i Mexiko.   Den ligger i kommunen González och delstaten Tamaulipas, i den centrala delen av landet, 400 km norr om huvudstaden Mexico City. Nuevo Quintero ligger 145 meter över havet och antalet invånare är 356.
Terrängen runt Nuevo Quintero är platt. Runt Nuevo Quintero är det glesbefolkat, med 10 invånare per kvadratkilometer. Närmaste större samhälle är Gustavo A. Madero, 16,6 km söder om Nuevo Quintero. Omgivningarna runt Nuevo Quintero är en mosaik av jordbruksmark och naturlig växtlighet.